# بيتر برغر
بيتر برغر هو رياضي خماسي سويسري، ولد في 23 أكتوبر 1954.

## وصلات خارجية
- بيتر برغر على موقع أوليمبيديا (الإنجليزية)